# Conostigmus unicolor
Conostigmus unicolor är en stekelart som beskrevs av Alan Parkhurst Dodd 1914. Conostigmus unicolor ingår i släktet Conostigmus och familjen trefåresteklar. Inga underarter finns listade i Catalogue of Life.